# 福克F26
福克F26幻影（荷蘭語：Fokker F26 Phantom）是一款福克飛行器公司的雙引擎噴射機，發動機位於機身下方。

## 歷史
第二次世界大戰結束後，福克公司在1946年巴黎航空展展示出一款新穎的噴射機模型，名為F26幻影。F26為全金屬飛機，採用低翼設計，發動機位於機身下方，客艙為加理式機艙，載客量17人，需要兩名機師名一名無線電操作員，機艙尾部設有洗手間，可收縮的三點式起落架。然而荷蘭皇家航空主席艾伯特·普莱斯曼認為福克難以獨力研發一款全新的噴射機，建議福克與德哈維蘭合作。雖然雙方其後有交流，但沒有展開正式合作。雖然福克F26最後無疾而終，但為日後的福克F27鋪路。